# 切爾尼赫彗星
切爾尼赫彗星（101P/Chernykh）是一顆週期彗星，由尼古拉·切爾尼赫於1977年8月19日首次發現。
切爾尼赫彗星將於2034年再次到達近日點（最接近太陽）。1991年，人們觀察到切爾尼赫彗星分裂。噴射推進實驗室的茲德內克·塞卡尼納（Zdenek Sekanina）得出結論，彗星於1991年4月分裂，當時距離太陽3.3個天文單位。
切爾尼赫彗星核心直徑為5.6公里（3.5 英里），最後一次觀測是2022年。切爾尼赫彗星碎片B自2006年起就再也沒有被觀測到。

## 外部連結
- 101P/Chernykh （页面存档备份，存于） – Seiichi Yoshida @ aerith.net
- 101P at Gary W. Kronk's Cometography （页面存档备份，存于）
- NASA JPL小天體瀏覽器上的切爾尼赫彗星

For 101P/Chernykh-B
- NASA JPL小天體瀏覽器上的101P/Chernykh-B

| 週期彗星                 | 週期彗星     | 週期彗星                 |
| ------------------------ | ------------ | ------------------------ |
| 前一顆彗星 哈特雷1號彗星 | 切爾尼赫彗星 | 後一顆彗星 舒梅克1號彗星 |
| 週期彗星列表             |              |                          |